# Doh Doh (도도)
《Doh Doh (도도)》는 대한민국의 가수인 미나의 3번째 싱글 음반이다. 2009년 10월 8일에 발매되었다.

## 특징
- 2007년에 발표된 〈좋아〉 이후 약 2년 만에 복귀한 미나의 싱글 음반이다.
- 복고 양식을 띤 디스코 음악이 가미된 댄스 팝 노래로서 윤일상이 작곡을 맡았다. 힙합 음악 그룹 마이티 마우스의 멤버인 상추가 피처링에 참여했는데 뮤직비디오에 직접 출연하기도 했다.

## 수록곡
| #            | 제목                       | 작사         | 작곡         | 편곡         | 재생 시간 |
| ------------ | -------------------------- | ------------ | ------------ | ------------ | --------- |
| 1.           | 〈Doh Doh (도도)〉         | 상추, 박용의 | 윤일상       | 윤일상       | 03:49     |
| 2.           | 〈Doh Doh (도도) (Inst.)〉 |              | 윤일상       | 윤일상       | 03:49     |
| 총 재생 시간 | 총 재생 시간               | 총 재생 시간 | 총 재생 시간 | 총 재생 시간 | 07:38     |